# Ferrari 126 C3
Chronologie des modèles (1983)
Ferrari 126 C2B Ferrari 126 C4
La Ferrari 126 C3 est une monoplace de Formule 1 engagée par la Scuderia Ferrari dans le cadre du championnat du monde 1983. Les pilotes sont Patrick Tambay et René Arnoux.

## Création de la monoplace
Le principal concepteur de la 126 C3 est l'ingénieur Harvey Postlethwaite, en cette période où Mauro Forghieri perd de l'influence au sein de la Scuderia Ferrari. Le V6 à 120° doté de turbocompresseurs KKK est une évolution du moteur créé en 1980 pour la Ferrari 126 CK ; sa puissance passe à 600 ch grâce à un système d'injection d'eau dans les cylindres qui améliore la compression. Comme la Ferrari 126 C2B, cette monoplace porte des petits ailerons en forme de sabot au niveau des roues arrière afin de compenser la perte de déportance due à l'interdiction des bas de caisse à effet de sol. Rigide et plus légère, la monocoque est un composite exclusivement constitué de kevlar et de fibre de carbone, et abandonne l'aluminium.

## Historique en course
Succédant à la 126 C2B, la 126 C3 débute au Grand Prix de Grande-Bretagne, neuvième manche de la saison. Immédiatement performante, elle permet à René Arnoux et Patrick Tambay d'occuper les première et deuxième places sur la grille de départ. En course, la dégradation des pneus Goodyear gêne les deux pilotes, notamment en provoquant du survirage. Après avoir mené pendant dix-neuf tours, Tambay finit troisième ; Arnoux, cinquième.
Lors des quatre courses suivantes, René Arnoux aligne les bons résultats : il remporte les grands prix d'Allemagne et des Pays-Bas, et se classe deuxième en Autriche et en Italie,,,. Ces performances le replacent dans la lutte pour le titre des pilotes. Deuxième avant les deux dernières épreuves, une neuvième place à Brands Hatch et un abandon sur casse moteur à Kyalami l'empêchent de devenir champion du monde,.
La fin de saison est difficile pour Tambay. Malgré trois pole positions, il abandonne à quatre reprises,.
Avec les 126 C2B et 126 C3, la Scuderia Ferrari domine la saison 1983 et remporte le classement des constructeurs en inscrivant 89 points. René Arnoux, 49 points, et Patrick Tambay, 40 points, terminent troisième et quatrième au championnat des pilotes.

## Résultats en championnat du monde de Formule 1
| Saison | Écurie                     | Moteur                | Pneus    | Pilotes        | Courses | Courses | Courses | Courses | Courses | Courses | Courses | Courses | Courses | Courses | Courses | Courses | Courses | Courses | Courses | Points inscrits | Classement |
| Saison | Écurie                     | Moteur                | Pneus    | Pilotes        | 1       | 2       | 3       | 4       | 5       | 6       | 7       | 8       | 9       | 10      | 11      | 12      | 13      | 14      | 15      | Points inscrits | Classement |
| ------ | -------------------------- | --------------------- | -------- | -------------- | ------- | ------- | ------- | ------- | ------- | ------- | ------- | ------- | ------- | ------- | ------- | ------- | ------- | ------- | ------- | --------------- | ---------- |
| 1983   | Scuderia Ferrari SpA SEFAC | Ferrari V6 Tipo 021 T | Goodyear |                | BRÉ     | EUO     | FRA     | SMR     | BEL     | MON     | EUE     | CAN     | GBR     | ALL     | AUT     | P-B     | ITA     | EUR     | AFS     | 89*             | Champion   |
| 1983   | Scuderia Ferrari SpA SEFAC | Ferrari V6 Tipo 021 T | Goodyear | Patrick Tambay |         |         |         |         |         |         |         |         | 3e      | Abd     | Abd     | 2e      | 4e      | Abd     | Abd     | 89*             | Champion   |
| 1983   | Scuderia Ferrari SpA SEFAC | Ferrari V6 Tipo 021 T | Goodyear | René Arnoux    |         |         |         |         |         |         |         |         | 5e      | 1er     | 2e      | 1er     | 2e      | 9e      | Abd     | 89*             | Champion   |

Légende : ici 

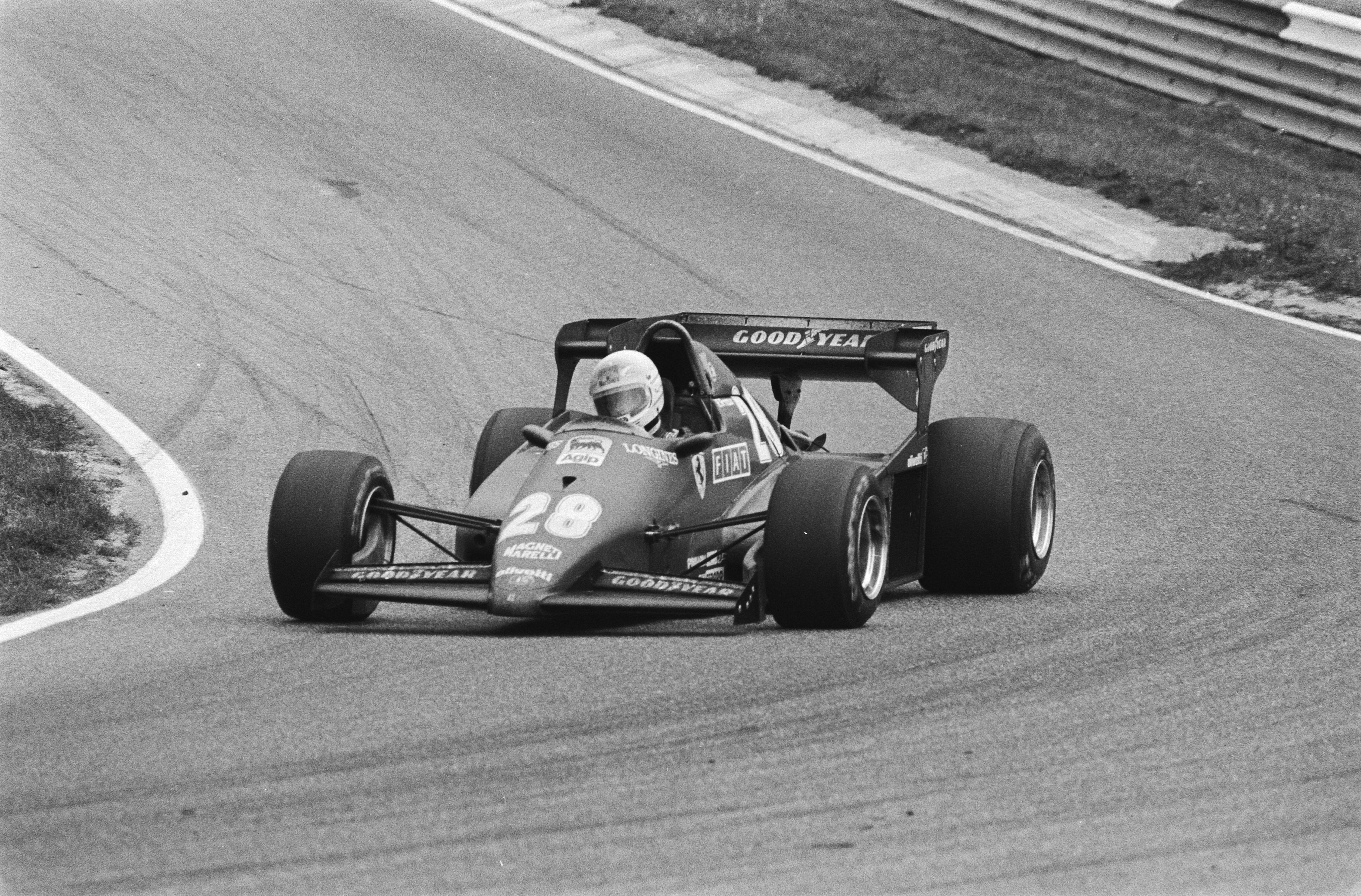
La 126 C3 de René Arnoux au Grand Prix des Pays-Bas 1983 où Ferrari réalise un doublé

- *dont 44 points inscrits par la Ferrari 126 C2B